# Оросиево
Ороси́ево (укр. Оросієво, венг. Sárosoroszi Шарошороси) — село в Береговской городской общине Береговского района Закарпатской области Украины.
Население по переписи 2001 года составляло 895 человек. Почтовый индекс — 90263. Телефонный код — 03141. Занимает площадь 1,999 км². Код КОАТУУ — 2120487601.